# آنترونا سکیرانکو
آنترونا سکیرانکو (به ایتالیایی: Antrona Schieranco) یک کومونه در ایتالیا است که در استان وربانو-کوزیو-اوسولا واقع شده‌است.

## خصوصیات
آنترونا سکیرانکو ۱۰۰٫۷ کیلومترمربع مساحت و ۵۲۹ نفر جمعیت دارد و ۹۰۲ متر بالاتر از سطح دریا واقع شده‌است.